# Radzymin
Radzymin ist eine Stadt im Powiat Wołomiński der Woiwodschaft Masowien in Polen. Sie ist Sitz der gleichnamigen Stadt-und-Land-Gemeinde mit 13.313 Einwohnern (Stand 31. Dezember 2020).

## Geographie
Radzymin liegt im Speckgürtel etwa 25 Kilometer nordöstlich von Warschau und etwa zehn Kilometer nordwestlich von Wołomin.

## Geschichte

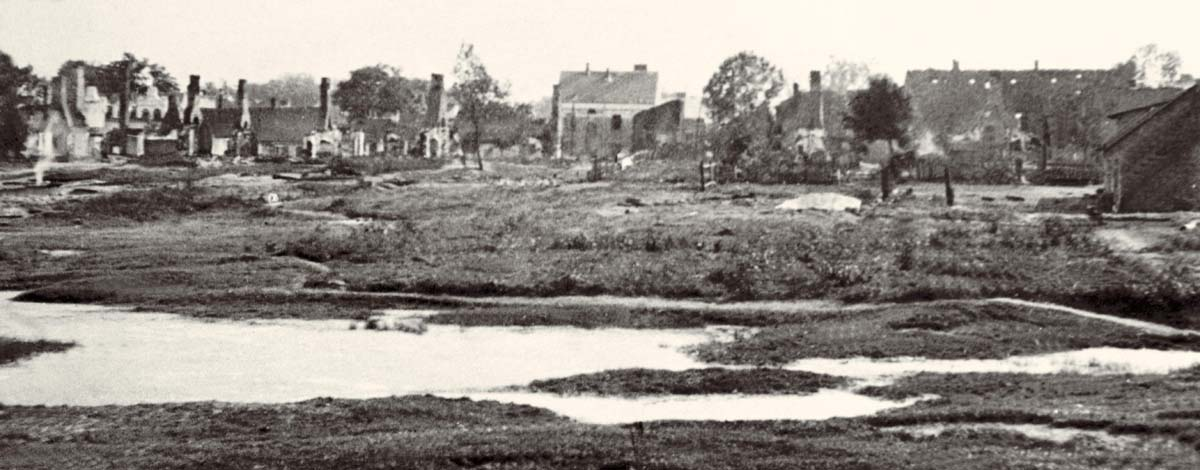
Radzymin nach der Bombardierung 1920

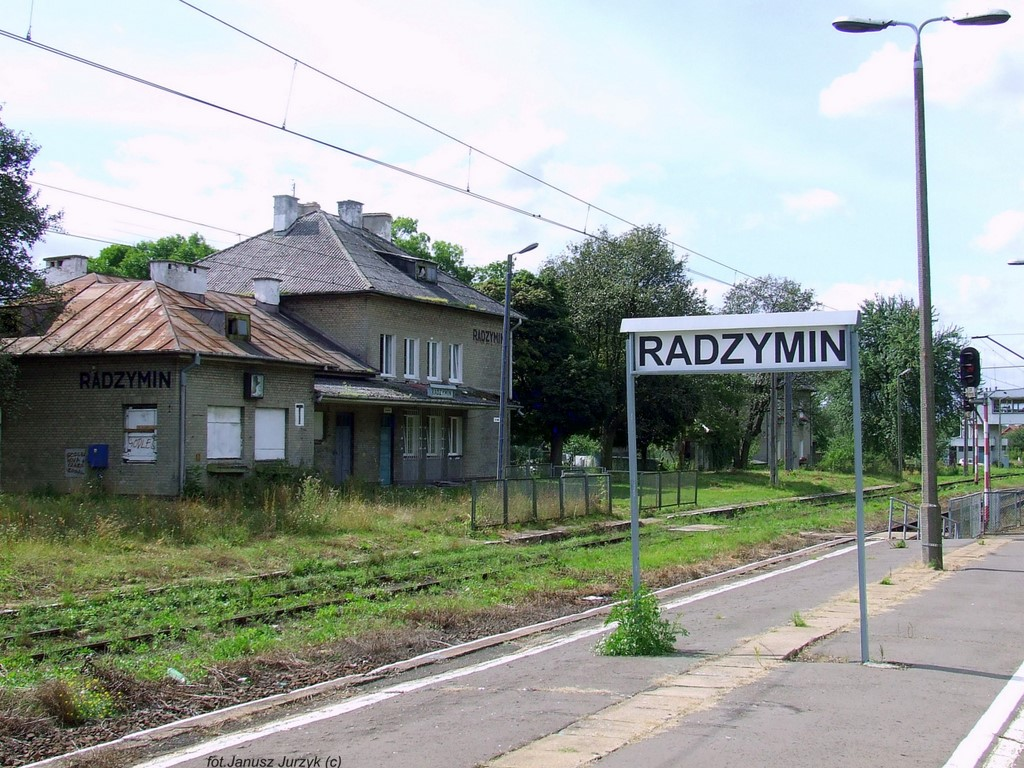
Bahnhof in Radzymin

Radzymin wurde 1440 von Boleslaw von Masowien gegründet. Das Stadtrecht erhielt der Ort bereits 1475. Bedingt durch die direkte Nähe zu Warschau ähnelt die Geschichte Radzymins der Geschichte Warschaus.
Die Stadt war außerdem Schauplatz zweier Schlachten in der ersten Hälfte des 20. Jahrhunderts, 1920 im Polnisch-Sowjetischen Krieg und 1944 im Zweiten Weltkrieg.
Vor dem Zweiten Weltkrieg wohnten 2200 Juden in der Stadt, das war die Hälfte der Bevölkerung. Die Juden wurden 1940 von den Deutschen ghettoisiert und 1942 im Vernichtungslager Treblinka ermordet.
Von 1975 bis 1998 gehörte die Stadt zur Woiwodschaft Warschau.

## Gemeinde
Zur Stadt-und-Land-Gemeinde (gmina miejsko-wiejska) Radzymin gehören die Stadt selbst und 23 Dörfer mit Schulzenämtern.

## Persönlichkeiten
- Jan Baudouin de Courtenay (1845–1929), Linguist und Slawist
- Edward Dwurnik (1943–2018), Maler und Grafiker
- Artur Żmijewski (* 1966), Schauspieler und Künstler